# لاولیانگکانگ
لاولیانگکانگ (به لاتین: Laoliangcang) یک شهرک در جمهوری خلق چین است که در Ningxiang City واقع شده‌است. لاولیانگکانگ ۱۲۱٫۸ کیلومتر مربع مساحت و ۶۳٬۰۰۰ نفر جمعیت دارد.